# 利比里亚总统列表
利比里亚共和国总统（President of the Republic of Liberia）是利比里亚的国家元首和政府首脑，也是利比里亚武装部队总司令。總統根据议会提名任命重要官員。根據1986年憲法，總統任期6年，由直接选举产生，最多可擔任兩屆。

## 概要
1838年利比里亚联邦成立，由美国殖民协会委任白人总督托马斯·布坎南管辖。1841年，布坎南死后，约瑟夫·詹金斯·罗伯茨接任总督，他是第一位美国黑人总督。1847年7月26日利比里亚独立，同时公布一部以美国宪法为蓝本的利比里亚共和国宪法，国家政权体制和机构也都效仿美国。罗伯茨被选为第一任总统。一直到1980年克兰人塞缪尔·卡尼翁·多伊发动军事政变，利比里亚政权长期为美裔利比里亚人上层所掌握。
1980年至1986年期间，多伊组建人民救赎委员会，自任主席，取代总统职权。1985年举行大选，多伊当选总统，直至1990年在政变中被刺杀。他死后，第一次利比里亚内战爆发，总统职务空缺，全国团结过渡政府和国务委员会代理国家元首职权。
1997年利比里亚大选后，查尔斯·泰勒当选总统，至2003年8月11日作为第二次利比里亚内战结束的和平条约之一而宣布辞职，并流亡尼日利亚。副总统摩西·布拉接任总统，布拉政府与各政党社团共同签署《阿克拉和平协定》，并于10月中旬组建全国过渡政府。查尔斯·久德·布赖恩特被推举为全国过渡政府主席，并于10月14日宣誓就职。
经过两年的过渡，2005年10月11日，利比里亚在联合国的监督下再次举行了民主选举。在第一轮的投票中，民主变革大会的乔治·维阿（George Weah）得票领先，但是未过半数，但在11月8日举行的第二轮角逐中，团结党的埃伦·约翰逊-瑟利夫获得了最终胜利，并在2006年1月16日宣誓成利比里亚第一位女总统。
乔治·维阿于2017年当选利比里亚第25任总统。时任总统埃伦·约翰逊·瑟利夫签署第91号行政命令，成立联合总统过渡小组，因为利比里亚“70多年来从未经历过从一位民选总统到另一位民选总统的权力移交”。
根据1986年宪法，总统由合格选民直接选举产生，任期为六年，可连任一次。总共有25人担任过总统，其中包括非洲第一位民选女性国家元首埃伦·约翰逊·瑟利夫。2024年1月22日，约瑟夫·博阿凯宣誓就任利比里亚第二十六任总统。

## 总统官邸

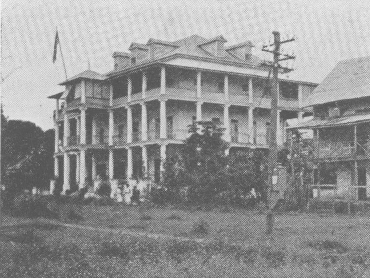
蒙罗维亚旧官邸，1920年

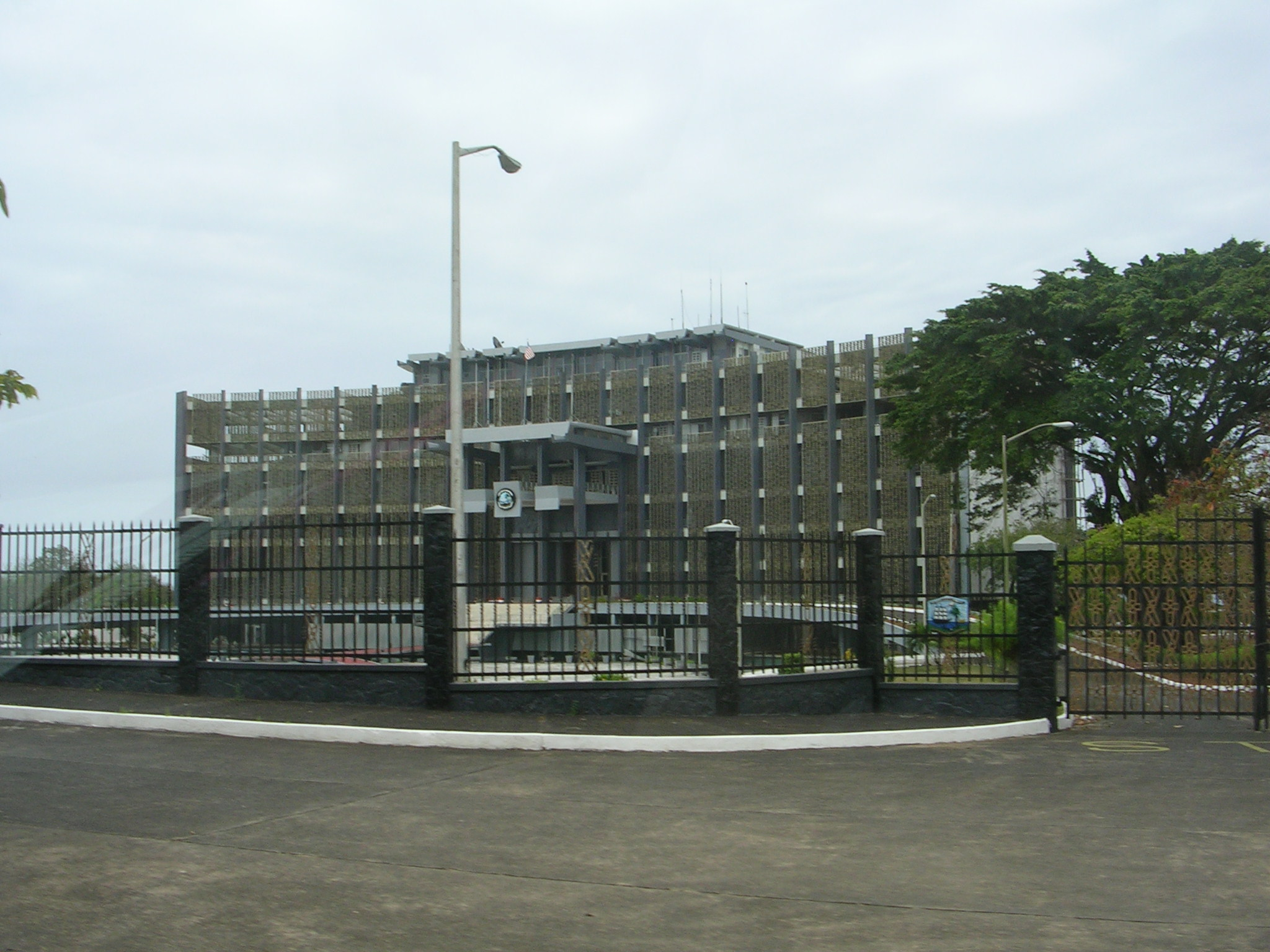
蒙罗维亚总统官邸，2009年

利比里亚总统官邸在首都蒙罗维亚，现在的建筑是威廉·杜伯曼总统时期修建的。

## 利比里亚总统列表
| #  | 总统 (生–卒)                                                 | 总统 (生–卒) | 就职           | 离职                            | 从属政党           | 副总统                               |
| -- | ------------------------------------------------------------ | ------------ | -------------- | ------------------------------- | ------------------ | ------------------------------------ |
| 1  | 约瑟夫·詹金斯·罗伯茨 （Joseph Jenkins Roberts） (1809–1876)  |              | 1848年1月3日   | 1856年1月7日                    | 无 (共和党政策)    | 史蒂芬·艾伦·本森                     |
| 2  | 史蒂芬·艾伦·本森 （Stephen Allen Benson） (1816–1865)        |              | 1856年1月7日   | 1864年1月4日                    | 无 (共和党政策)    | 贝弗莉·耶茨                          |
| 3  | 丹尼尔·巴歇尔·沃纳 （Daniel Bashiel Warner） (1815–1880)     |              | 1864年1月4日   | 1868年1月6日                    | 共和党             | 詹姆斯·M. 普雷斯特                   |
| 4  | 詹姆斯·斯普里格斯·佩恩 （James Spriggs Payne） (1819–1882)   |              | 1868年1月6日   | 1870年1月3日                    | 共和党             | 无                                   |
| 5  | 爱德华·詹姆斯·罗伊 （Edward James Roye） (1815–1872)         |              | 1870年1月3日   | 1871年10月26日 政变中被刺杀     | 真辉格党           | 詹姆斯·斯基夫林·史密斯               |
| 6  | 詹姆斯·斯基夫林·史密斯 （James Skivring Smith） (1825–1892)  |              | 1871年11月4日  | 1872年1月1日                    | 真辉格党           | 安东尼·加迪纳                        |
| 7  | 约瑟夫·詹金斯·罗伯茨 （第二任）                              |              | 1872年3月1日   | 1876年1月3日                    | 共和党             | 安东尼·加迪纳                        |
| 8  | 詹姆斯·斯普里格斯·佩恩 （第二任）                            |              | 1876年1月3日   | 1878年1月7日                    | 共和党             | 无                                   |
| 9  | 安东尼·加迪纳 （Anthony W. Gardiner） (1820–1885)            |              | 1878年1月7日   | 1883年1月20日 辞职              | 真辉格党           | 阿尔弗雷德·罗塞尔                    |
| 10 | 阿尔弗雷德·罗塞尔 （Alfred Francis Russell） (1817–1884)     |              | 1883年1月20日  | 1884年1月7日                    | 真辉格党           | 约翰·泰勒                            |
| 11 | 希拉里·约翰逊 （Hilary R. W. Johnson） (1837–1901)           |              | 1884年1月7日   | 1892年1月4日                    | 真辉格党           | 无                                   |
| 12 | 约瑟夫·詹姆斯·切斯曼 （Joseph James Cheeseman） (1843–1896)  |              | 1892年1月4日   | 1896年11月12日 任职期间自然去世 | 真辉格党           | 威廉·科尔曼                          |
| 13 | 威廉·科尔曼 （William D. Coleman） (1842–1908)               |              | 1896年11月12日 | 1900年12月11日 辞职             | 真辉格党           | J. J. 罗斯                           |
| 14 | 加勒森·吉布森 （Garretson W. Gibson） (1832–1910)            |              | 1900年12月11日 | 1904年1月4日                    | 真辉格党           | 无                                   |
| 15 | 亚瑟·巴克利 （Arthur Barclay） (1854–1938)                   |              | 1904年1月4日   | 1912年1月1日                    | 真辉格党           | J. J.多森                            |
| 16 | 丹尼尔·霍华德 （Daniel Edward Howard） (1861–1935)           |              | 1912年1月1日   | 1920年1月5日                    | 真辉格党           | 约翰·布雷金里奇                      |
| 17 | 查尔斯·金 （Charles D. B. King） (1875–1961)                 |              | 1920年1月5日   | 1930年12月3日 辞职              | 真辉格党           | 亨利·图·韦斯利                       |
| 18 | 埃德温·巴克利 （Edwin Barclay） (1882–1955)                  |              | 1930年12月3日  | 1944年1月3日                    | 真辉格党           | 无                                   |
| 19 | 威廉·杜伯曼 （William Tubman） (1895–1971)                   |              | 1944年1月3日   | 1971年7月23日 任职期间自然去世  | 真辉格党           | 克拉伦斯·辛普森 威廉·理查德·托尔伯特 |
| 20 | 威廉·理查德·托尔伯特 （William R. Tolbert, Jr.） (1913–1980) |              | 1971年7月23日  | 1980年4月12日 政变中被刺杀      | 真辉格党           | 詹姆斯·爱德华·格林 本尼·迪·沃纳      |
| 21 | 塞缪尔·卡尼翁·多伊 （Samuel Doe） (1951–1990)                |              | 1986年1月6日   | 1990年9月9日 政变中被杀         | 利比里亚全国民主党 | 亨利·莫尼巴                          |
| 22 | 查尔斯·泰勒 （Charles Taylor） (1948–)                       |              | 1997年8月27日  | 2003年8月11日 辞职              | 全国爱国党         | 努奇·蒙格鲁·多戈利亚 摩西·布拉       |
| 23 | 摩西·布拉 （Moses Blah） (1947–2013)                         |              | 2003年8月11日  | 2003年10月14日 辞职             | 全国爱国党         | 无                                   |
| 24 | 埃伦·约翰逊-瑟利夫 （Ellen Johnson Sirleaf） (1938–)         |              | 2006年1月16日  | 2018年1月22日                   | 团结党             | 约瑟夫·博阿凯                        |
| 25 | 乔治·维阿 （George Weah） (1966–)                            |              | 2018年1月22日  | 2024年1月22日                   | 民主變革大會       | 朱厄尔·泰勒                          |
| 26 | 约瑟夫·博阿凯 （Joseph Boakai） (1944–)                      |              | 2024年1月22日  | 现任                            | 团结党             | 耶利米·孔                            |

## 临时和无总统制国家首脑
| 总统                 | 总统 | 职称                     | 就职           | 离职          | 从属政党           |
| -------------------- | ---- | ------------------------ | -------------- | ------------- | ------------------ |
| 塞缪尔·卡尼翁·多伊   |      | 人民救赎委员会首脑       | 1980年4月12日  | 1986年1月6日  | 利比里亚全国民主党 |
| 阿莫斯·索耶          |      | 全国团结过渡政府主席     | 1990年11月22日 | 1994年3月7日  | 利比里亚人民党     |
| 戴维·克波尔马波尔    |      | 国务委员会主席           | 1994年3月7日   | 1995年9月1日  | 无                 |
| 桑卡·沃洛            |      | 国务委员会主席           | 1995年9月1日   | 1996年9月3日  | 无                 |
| 鲁思·佩里            |      | 国务委员会主席           | 1996年9月3日   | 1997年8月27日 | 无                 |
| 查尔斯·久德·布赖恩特 |      | 利比里亚全国过渡政府主席 | 2003年10月14日 | 2006年1月16日 | 利比里亚行动党     |